# La Izquierda (Chile)
La Izquierda fue una coalición electoral chilena de izquierda, existente entre 1996 y 2000. Estuvo compuesta por el Partido Comunista de Chile (PCCh), la Nueva Alianza Popular (NAP) e independientes.

## Historia
El símbolo electoral de la coalición, utilizado en las papeletas de votación, consistía en un rectángulo rojo que representaba una letra «I» mayúscula con una estrella blanca en su extremo superior.
Participó en las elecciones parlamentarias de 1997, sin obtener ningún diputado ni senador. A escala municipal pudo prosperar, obteniendo varios concejales en las elecciones municipales de 1996 y 2000. En 1998, la NAP fue disuelta como partido por el Servicio Electoral de Chile, pero siguió siendo parte de la coalición en calidad de movimiento.
Para la elección presidencial de 1999, La Izquierda apoyó la candidatura presidencial de la militante comunista Gladys Marín, quien finalmente quedaría en tercer lugar  con el 3,19% de los sufragios.
En el año 2000 la coalición se disolvió, y su principal componente, el Partido Comunista, se mantuvo como partido político independiente, hasta 2003 cuando se unió a Juntos Podemos Más.

## Resultados electorales

### Elecciones parlamentarias
|  | 7,49 % |

|  | 8,64 % |

### Elecciones municipales
|  | 5,89 % |

|  | 4,20 % |